# Phthiria lazaroi
Phthiria lazaroi är en tvåvingeart som beskrevs av Baez 1985. Phthiria lazaroi ingår i släktet Phthiria och familjen svävflugor. Inga underarter finns listade i Catalogue of Life.